# Niebieska Przełączka Wyżnia
Niebieska Przełączka Wyżnia (niem. Mittlere Seealmscharte, słow. Vyšná Nebeská štrbina, węg. Felső-Niebieska-csorba) – położona na wysokości 2247 m mała przełączka we wschodniej grani Świnicy w polskich Tatrach Wysokich, między Gąsienicową Turnią (2279 m) a Niebieską Turnią (2258 m) – tuż na zachód od tej ostatniej. Północne stoki spod przełączki opadają do Mylnej Kotlinki w najwyższym piętrze Doliny Zielonej Gąsienicowej, zaś południowe do polodowcowego kotła Dolinki pod Kołem (górne piętro Doliny Pięciu Stawów Polskich). Górna część tych stoków, zarówno z południowej, jak i północnej strony, to strome ściany. Stokami południowymi, sporo poniżej przełęczy, prowadzi czerwony szlak turystyczny z Kasprowego Wierchu na Zawrat.
Przełączka ta stanowi najłatwiejszy dostęp do Niebieskiej Turni, jest jednak dostępna tylko dla taterników.
Podobnie jak w przypadku innych pobliskich obiektów, nazwa przełęczy pochodzi nie od barwy niebieskiej, ale od góralskiego nazwiska: Niebies.
Pierwsze wejścia:
- latem: Zofia Kordysówna, Zygmunt Klemensiewicz i Roman Kordys, 19 sierpnia 1907 r.,
- zimą: Wiesław Jaroszewski, Bogusław Kazimierowicz i Jan Sawicki, 4 stycznia 1936 r.

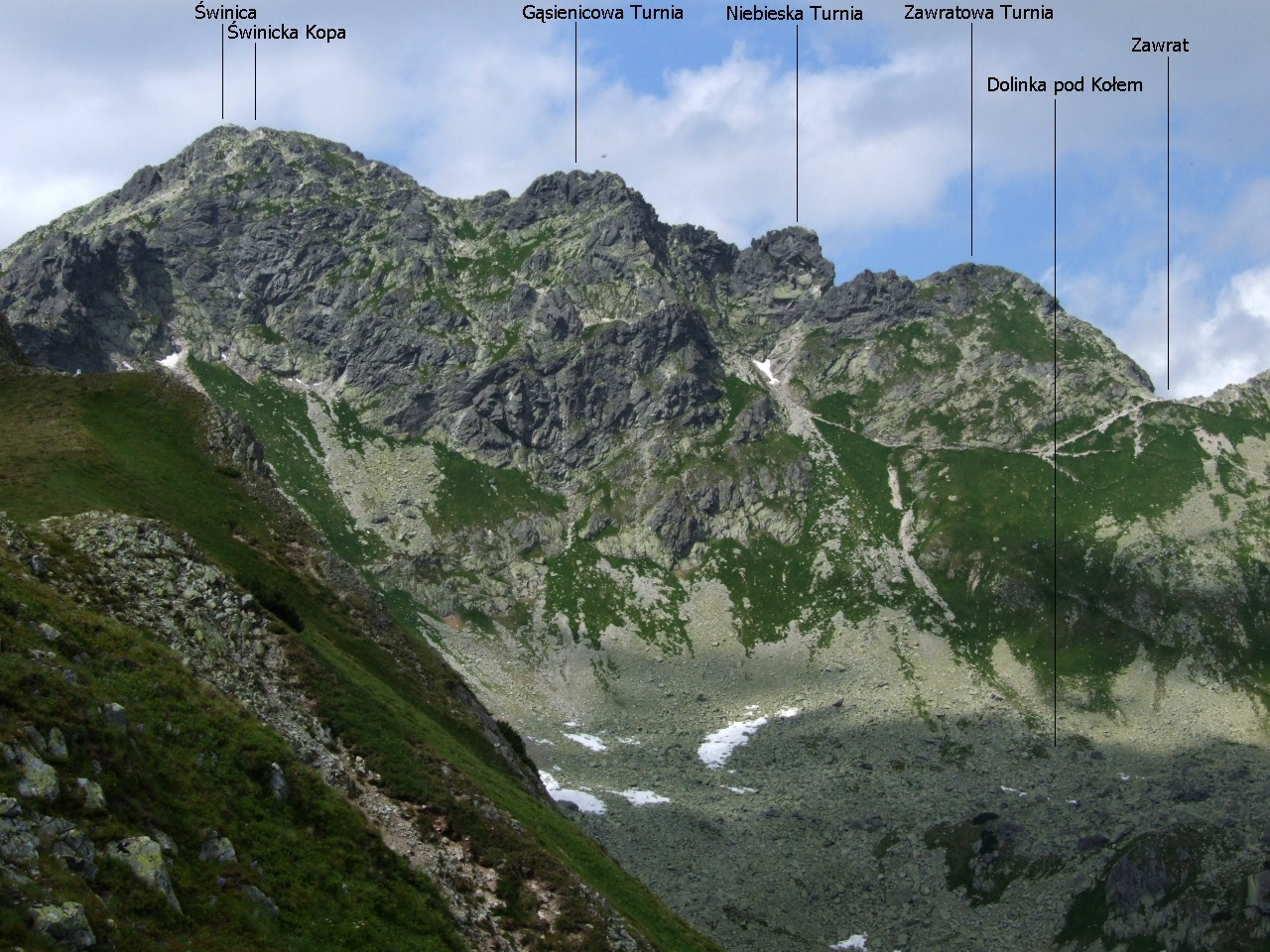
Widok z Gładkiej Przełęczy